# Anna de Noailles
Anna-Élisabeth Bassaraba de Brancovan coniugata de Noailles (Parigi, 15 novembre 1876 – Parigi, 30 aprile 1933) è stata una poetessa, romanziera e socialite francese.
Anna de Noailles scrisse tre romanzi, un'autobiografia e un gran numero di poesie. Il suo lirismo appassionato si esalta in un'opera che sviluppa in modo molto personale i grandi temi dell'amore, della natura e della morte.

## Biografia
Nacque a Parigi, discendente dalle famiglie di boiardi Bibescu e Craioveşti di Romania, figlia del principe Grigore Bibescu-Basarab, figlio a sua volta del principe valacco Gheorghe Bibescu e della principessa Zoe Brâncoveanu.. Sua madre fu la pianista greca Raluca Moussouros, a cui Paderewski dedicò diverse composizioni.
Sua zia, la principessa Elena Bibescu, fu una delle animatrici della vita artistica parigina della fine del XIX secolo, fino alla sua morte avvenuta nel 1912. I suoi cugini, i principi Emmanuel ed Antoine Bibesco, furono amici intimi di Marcel Proust.
Nel 1897 sposò Mathieu de Noailles, con cui ebbe un figlio, Anne Jules, nato nel 1900.
All'inizio del XX secolo il suo salotto all'Hôtel de Brancovan, al 34 di avenue Hoche attirava l'élite intellettuale, letteraria e artistica dell'epoca. Lo frequentarono tra gli altri Edmond Rostand, Francis Jammes, Paul Claudel, Colette, André Gide, Maurice Barrès, Frédéric Mistral, Robert de Montesquiou, Marcel Proust, Paul Valéry, Jean Cocteau, Alphonse Daudet, Pierre Loti, Paul Hervieu e Max Jacob.
Nel 1904, insieme ad altre signore tra cui la moglie di Alphonse Daudet e Judith Gautier (la figlia di Théophile Gautier), Anna de Noailles creò il premio «Vie Heureuse», appoggiato all'omonima rivista, che divenne negli anni 1920 il Prix Femina, riconoscimento alla migliore opera francese in prosa o in poesia, come contraltare femminile (nella giuria) del Prix Goncourt.
Anna de Noailles godette all'epoca di grande notorietà mondana. Di grande presenza, fu ritratta da molti pittori famosi, come Antonio de la Gandara, Kees van Dongen, Jacques-Émile Blanche, Philip Alexius de Laszlo. Nel 1906, fece da modella per un busto in marmo di Auguste Rodin, oggi esposto al Metropolitan Museum di New York; il bozzetto in creta è esposto al Musée Rodin di Parigi.
Anna de Noailles fu la prima donna insignita del titolo di Commendatore della Legion d'onore. Nel 1921 le fu conferito il Gran premio di letteratura dell'Accademia francese. L'Académie française non l'accolse fra gli Immortali, ma istituì, nel 1994 il Prix Anna de Noailles, destinato ad una donna di lettere.
Fu anche la prima donna accolta alla Académie royale de langue et de littérature françaises de Belgique (al seggio 33; sul quale le successero Colette e Cocteau).
Morì nel 1933, e riposa al cimitero di Père-Lachaise a Parigi (ma il suo cuore è collocato nel cimitero di Amphion-les-Bains a Publier).

## Opere

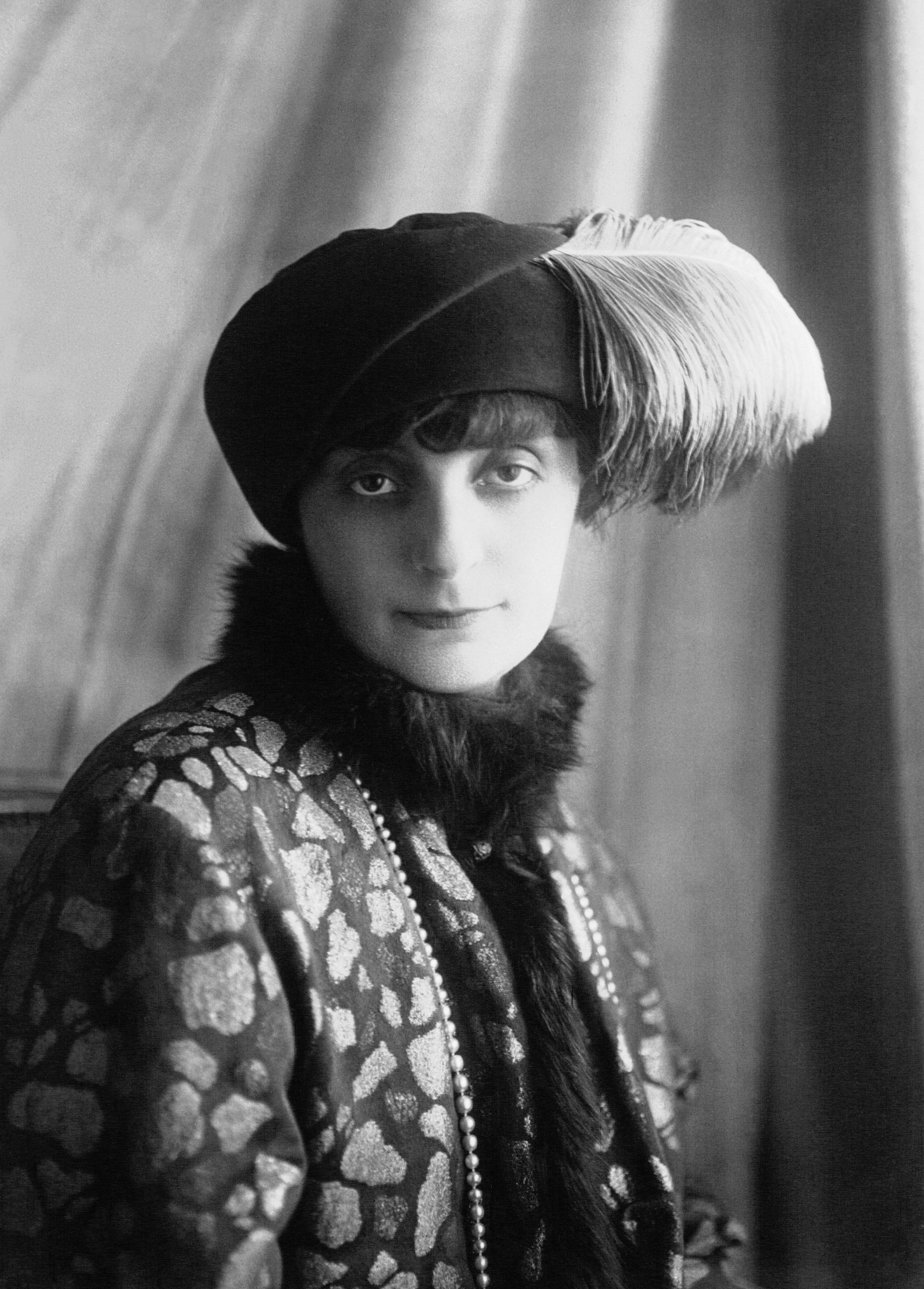
Anna de Noailles, 1922

- Le Cœur innombrable, 1901  (PDF)  testo su Gallica (PDF).
  - trad. Marzia Minutelli, Il cuore innumerevole, Firenze: Passigli, 2023 ISBN 978-88-368-2013-9;
- L'Ombre des jours, 1902
- La Nouvelle Espérance, 1903
- Le Visage émerveillé, 1904
- La Domination, 1905  (PDF)  testo su Gallica (PDF).
- Les Éblouissements, 1907
- Les Vivants et les morts, 1913  (PDF)  testo su Gallica (PDF).
- De la rive d'Europe à la rive d'Asie, 1913
- Les Forces éternelles, 1920
- À Rudyard Kipling, 1921
- Discours à l'Académie belge, 1922
- Les Innocentes, ou la Sagesse des femmes, 1923 (rééd. Buchet-Chastel, 2009)
- Poème de l'amour, 1924  (PDF)  testo su Gallica (PDF).
- Passions et vanités, 1926  testo (archiviato dall'url originale il 6 ottobre 2010).
- L'Honneur de souffrir, 1927  (PDF)  testo su Gallica (PDF).
- Poèmes d'enfance, 1929
- Choix de poésies, Fasquelle, 1930, puis Grasset, 1976 avec préface de Jean Rostand de 1960:
- Le Livre de ma vie, 1932
- Derniers Vers, 1933
- Derniers Vers et Poèmes d'enfance, 1934